# Darkhat
Pour les articles homonymes, voir Darhan (homonymie).
Le darkhat (ou darkhad, darkhan, en mongol ᠲᠠᠷᠬᠠᠳ ᠠᠮᠠᠨ ᠠᠶᠠᠯᠭᠤ, darqad aman ayalγu) est un dialecte  mongol parlé en Mongolie-Intérieure, en Chine.
Ce dialecte est différent du darkhat parlé en Mongolie.

## Phonétique historique
le tableau montre les particularités du darkhat par rapport au mongol khalkha et au mongol littéraire de Chine.
| darkhat | mongol | mongol littéraire |               |
| ------- | ------ | ----------------- | ------------- |
| lɛbʃ    | nawtʃʲ | ᠨᠠᠪᠴᠢ nabči       | feuille       |
| ᴇːmǎk   | aimak  | ᠠᠢᠢᠮᠠᠭ aimaγ      | aimak         |
| gœb     | gɔwʲ   | ᠭᠣᠪᠢ γobi         | désert        |
| nᴇːm    | naim   | ᠨᠠᠢᠮᠠ naima       | neuf (nombre) |
| nɔxɔː   | nɔxɔi  | ᠨᠣᠬᠠᠢ noqai       | chien         |
| bəːs    | bɵːs   | ᠪᠥᠭᠡᠰᠦ bögesü     | pou           |
| ʃɑːxɑː  | ʃaxai  | ᠱᠠᠬᠠᠢ šaqai       | chaussure     |